# Sandra Jenkins
Sandra Jenkins (* 20. Juli 1961 in Fort Saskatchewan, Alberta) ist eine kanadische Curlerin.
Jenkins größter Erfolg war der Gewinn der Bronzemedaille bei den Olympischen Winterspielen 2006 in Turin. Sie spielte an der Position Alternate im Team neben Skip Shannon Kleibrink, Third Amy Nixon, Second Glenys Bakker und Lead Christine Keshen.